# Enrique Carrasco Cadenas
Enrique Carrasco Cadenas (Jerez de la Frontera, 1895-Madrid, 1959) fue un endocrinólogo y nutricionista español.

## Biografía

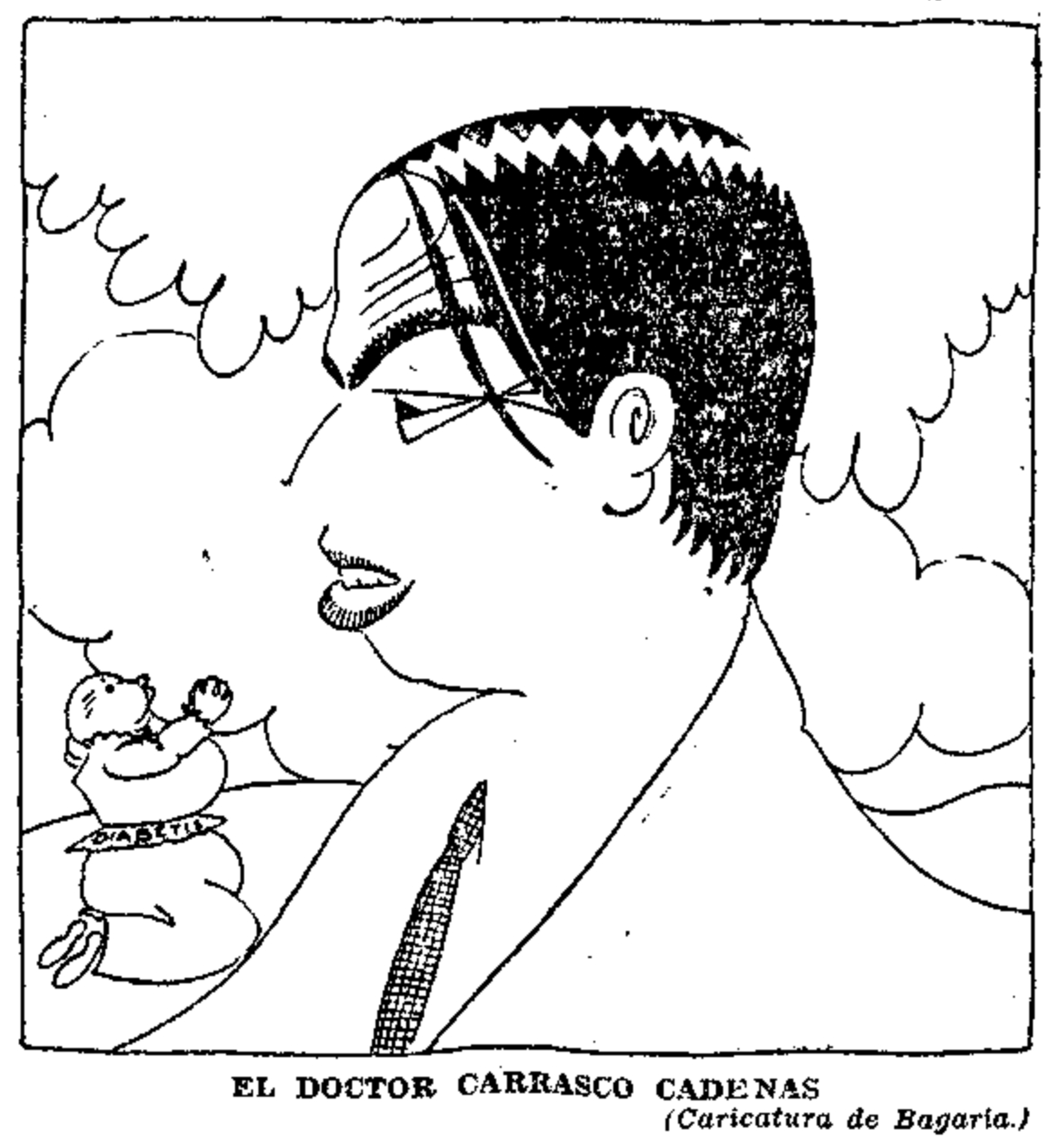
Caricaturizado por Bagaría en El Sol (1929)

Se licenció en Medicina en la Universidad Central de Madrid en 1915, doctorándose en 1917. Realizó estudios en diversos lugares de Europa, siendo considerado por sus conocimientos en la materia. En 1934 se hace cargo de la Cátedra de Higiene de la Alimentación de la Escuela Nacional de Sanidad.
Finalizada la Guerra Civil pudo volver a ejercer la profesión al ser depurado tras concluir la inhabilitación que le había sido impuesta. Estuvo casado con Graziella Urgoiti Somovilla.
Su hija Soledad Carrasco Urgoiti fue una destacada arabista. La Asociación Cultural Cine-Club Jerez solicitó al Ayuntamiento de Jerez de la Frontera la rotulación de una calle con su nombre.

## Obras
- Ni gordos ni flacos. Lo que se debe comer (Madrid, 1923).
- El problema de la alimentación doméstica. Sobre las necesidades alimenticias de la mujer. (Madrid, 1934).